# Apóstoles del Sagrado Corazón de Jesús
Apóstoles del Sagrado Corazón de Jesús (oficialmente en latín Apostolarum a Sacro Corde Iesu; cooficialmente en italiano: Apostole del Sacro Cuore di Gesù) es una congregación religiosa católica femenina de vida apostólica y de derecho pontificio, fundada por la religiosa italiana Clelia Merloni, el 30 de mayo de 1894, en Viareggio (Italia). A las religiosas de este instituto se las conoce como Apóstoles del Sagrado Corazón de Jesús y posponen a sus nombres las siglas A.S.C.J.

## Historia
Clelia Merloni fundó la congregación el 30 de mayo de 1894, con el nombre de Apóstoles del Sagrado Corazón de Jesús, con el fin de propagar la devoción al Sagrado Corazón de Jesús. Fue aprobada como congregación de derecho diocesano en 1900, año en el que la sede central fue trasladada a Piacenza. En los primeros años de vida del instituto, fue fundamental la colaboración de Juan Bautista Scalabrini, fundador de los Misioneros de San Carlos, gracias al cual, añadió a su carisma, las actividades de la pastoral inmigrante.
En 1911, la fundadora fue relevada de su cargo de superiora, y en su lugar fue colocada Marcelina Viganò, durante el gobierno de esta, la casa general fue trasladada a Roma, el instituto se expandió por el mundo (Italia, Brasil, Estados Unidos, Turquía) y recibió la aprobación pontificia el 17 de julio de 1921, con el nombre de Misioneras Celadoras del Sagrado Corazón de Jesús. Durante el generalato de la tercera superiora, se logró recuperar el antiguo nombre.

## Organización
Apóstoles del Sagrado Corazón de Jesús es un instituto religioso de derecho pontificio centralizado, cuyo gobierno recae en la superiora general, a la que los miembros del instituto llaman Madre general. A ella, le coadyuva su consejo, elegido para un periodo de seis años. Administrativamente, el instituto se divide en ocho provincias, cada una gobernada por su superiora provincial y su consejo. La sede central se encuentra en Roma.
Las apóstoles del Sagrado Corazón de Jesús se dedican a la propagación del culto del Sagrado Corazón de Jesús, tienen como actividades la pastoral educativa, social y asistencia, en colegios, asilos y hospitales, y usan un hábito compuesto por una túnica y un velo negro. En 2015 eran unas 1.118 religiosas distribuidas en 1160 comunidades, presentes en Albania, Argentina, Benín, Chile, Brasil, Estados Unidos, Filipinas, Italia, México, Mozambique, Paraguay, Suiza, Taiwán y Uruguay.